# Gymnothorax chilospilus
Gymnothorax chilospilus és una espècie de peix de la família dels murènids i de l'ordre dels anguil·liformes.

## Morfologia
Els mascles poden assolir els 50,5 cm de longitud total.

## Distribució geogràfica
Es troba des de Sud-àfrica i Oman fins a les Hawaii, les Illes de la Societat, les Illes Ryukyu, el nord d'Austràlia i les Illes Loyauté.